# 7Y busz (Mezőkövesd)
A mezőkövesdi 7Y jelzésű autóbuszvonal a Vajda János utca és a Ifjúság út között húzódó helyi vonal volt, amelyet a Borsod Volán Zrt. üzemeltetett.

## Közlekedése
| Viszonylat                           | Indításszám | Közlekedési rend |
| ------------------------------------ | ----------- | ---------------- |
| Vajda János u. ford. – Ifjúság út 2. | 1 pár       | tanítási napokon |

## Megállóhelyei
| 0 | Vajda János utca forduló végállomás     | 0.0 km | 0 |
| 1 | Váci Mihály utca                        | 0.5 km | 1 |
| 2 | Egri utca 7.                            | 1.3 km | 2 |
| 3 | Cukrászüzem (↓) SZTK rendelőintézet (↑) | 1.9 km | 3 |
| 4 | Széchenyi utca 21.                      | 2.6 km | 4 |
| 5 | Vasútállomás                            | 3.3 km | 5 |
| 6 | Ifjúság út 2. végállomás                | 3.6 km | 6 |